# Oxana Wiktorowna Baulina

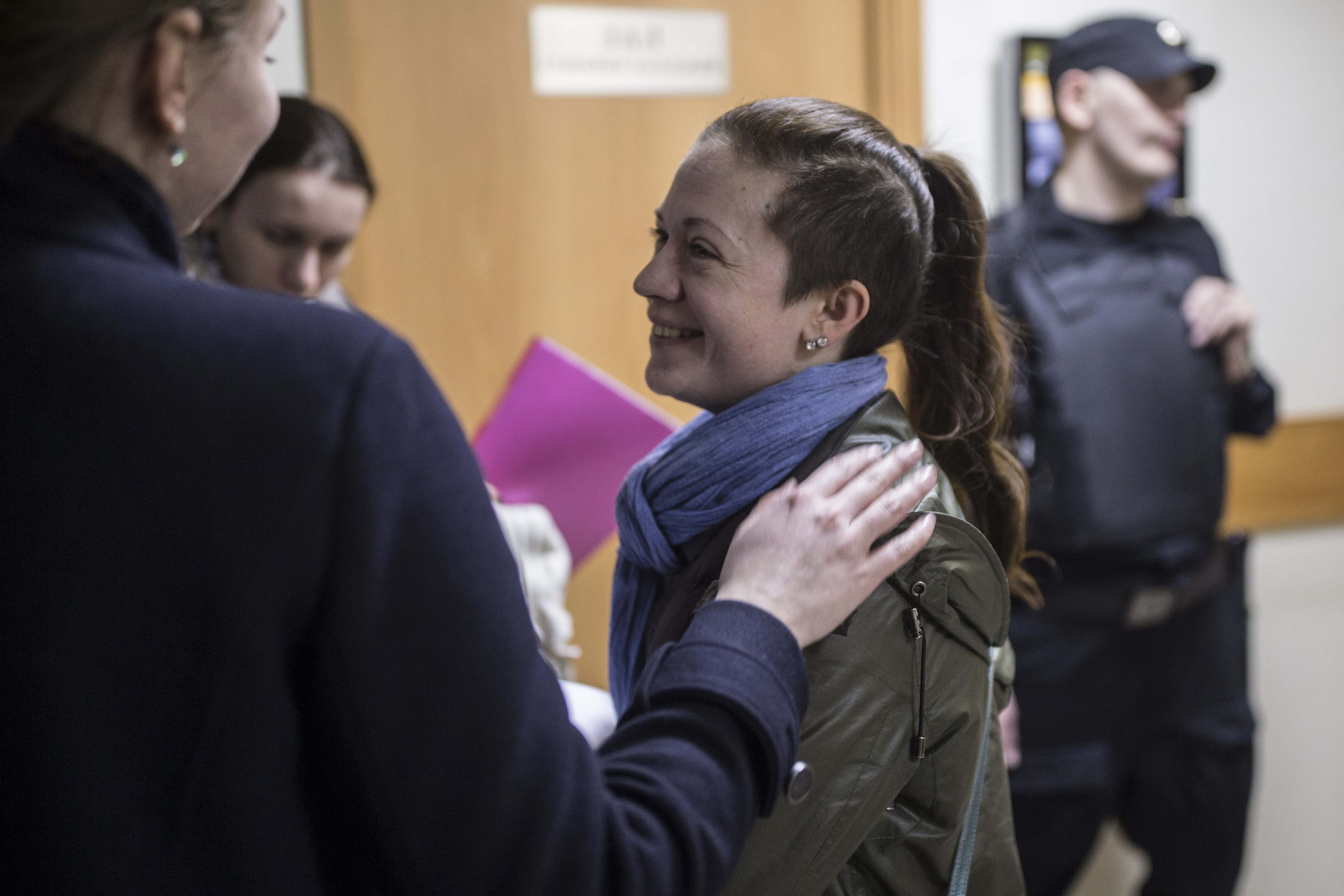
Oxana Baulina (2017)

Oxana Wiktorowna Baulina (russisch Оксана Викторовна Баулина; * 1. November 1979 in Krasnaja, Region Krasnojarsk, Russische SFSR, UdSSR; † 23. März 2022 in Kiew) war eine russische Journalistin und Aktivistin.

## Leben
Baulina begann ihre journalistische Karriere in den russischen Ausgaben von Lifestyle-Magazinen wie Time Out Moscow und InStyle. Diese Tätigkeit in Lifestyle-Medien reichte vom Modeteil bei Time Out Moscow 2006 bis zum Condé Nast Traveller, bei dem sie 2014 kündigte. Anlass war ein Artikel über Urlaub auf der Krim nach der Annexion durch Russland.
Nach fast einem Jahrzehnt in diesem Bereich des Journalismus begann sie, politisch aktiv zu werden. Sie arbeitete für Alexei Nawalnys Stiftung für Korruptionsbekämpfung und produzierte die Videos dieser Stiftung. Nachdem diese Organisation 2021 gerichtlich für illegal erklärt worden war, verließ sie Russland und ließ sich zunächst in Warschau nieder. Sie berichtete für Coda Story und für The Insider vor allem über Korruption in Russland. Nach dem russischen Angriff auf die Ukraine berichtete Baulina als Kriegsberichterstatterin aus Kiew und Lwiw. Ihr letzter vollendeter Bericht betraf russische Truppen, die versuchten, Kiew einzuschließen.
Während der Aufnahmen für einen Bericht über ein beschossenes Einkaufszentrum im Rajon Podil der Stadt Kiew wurde sie durch erneuten russischen Beschuss getötet. Mit ihr starb bei dem Raketenangriff ein weiterer Zivilist. Zwei ihrer Mitarbeiter wurden verletzt.